# Conrad-Ekhof-Ring
Der Conrad-Ekhof-Ring war ein Theaterpreis, der zwischen 1969 und 1984 vom Volkstheater Rostock verliehen wurde. Mit ihm wurden verdienstvolle Ensemblemitglieder des Volkstheaters sowie Personen der sozialistischen Kulturszene geehrt.

## Geschichte
Initiator dieser Ehrung war der damalige Generalintendant des Theaters Hanns Anselm Perten. Es ist anzunehmen, dass Perten durch den bereits seit 1815 vergebenen Iffland-Ring inspiriert wurde. Dies in dem Bestreben, die Prominenz des Hauses, das zu den führenden Theatern der DDR gehörte und durch seine Neu- und Uraufführungen auch westlicher Autoren bereits international bekannt war, weiter zu steigern.
Der Stiftungserlass für den Conrad-Ekhof-Ring, von Betriebsleitung, Betriebsgewerkschaftsleitung und dem Künstlerisch-Ökonomischen Rat des Theaters gemeinsam erarbeitet, sah vor, dass mit dem Ring „sozialistische Künstlerpersönlichkeiten, die in ihrer künstlerischen Leistung, durch politisch-moralische Festigkeit, durch Klassenstandpunkt und Verbindung zu den Werktätigen beispielhaft gewirkt haben“, ausgezeichnet werden sollten. Die zu Ehrenden mussten dem Theater mindestens fünf Jahre angehört haben oder durch „enge freundschaftliche Kontakte“ verbunden sein. Es war laut Erlass eine jährliche Verleihung angestrebt. Inhalt der Ehrung sollte eine Geldprämie in Höhe von 500 Mark, ein speziell für den Anlass gefertigter Ring und eine amtliche Urkunde sein.
Der Ring wurde 1968 vom Goldschmiedemeister Uwe Brinckmann nach einem Entwurf des Rostocker Juweliers Gerhard Sinner geschaffen. Jeder Ring ist ein Unikat und besteht aus künstlich geschwärztem 925er Silber, auf den 1 mm starke Buchstaben aus 585er Gold aufgelötet wurden.
Angeregt vom Rostocker Conrad-Ekhof-Ring wird von den Theaterfreunden Schwerin e. V. am Mecklenburgischen Staatstheater seit 1998 jährlich ein mit 2500 Euro dotierter Conrad-Ekhof-Preis verliehen.

## Conrad Ekhof
Conrad Ekhof (1720–1778) galt als einer der besten deutschen Schauspieler des 18. Jahrhunderts. Wegen seiner zahlreichen Verdienste um das deutsche Theater wurde er schon zu seinen Lebzeiten als „Vater der deutschen Schauspielkunst“ bezeichnet. Conrad Ekhof gründete 1753 in Schwerin die Academie der Schönemannschen Gesellschaft und damit erste deutsche Schauspiel-Akademie. In seiner Zeit am Gothaer Hoftheater war August Wilhelm Iffland, der Namensgeber des Iffland-Ringes, einer seiner Schüler.  Ekhof wurde insbesondere in den 1760er und 1770er Jahren als der führende Schauspieler der Theaterkompanien von Abel Seyler – der Hamburgischen Entreprise und der Seylerschen Schauspiel-Gesellschaft – bekannt.

## Preisträger
- 1969: Ensemble des Staatlichen Akademischen Schauspielhauses Riga, Lettische SSR
- 1970: Ralph Borgwardt (1919–1998), Schauspieler Volkstheater Rostock
- 1971: Hermann Wagemann (1906–1984), Schauspieler am Volkstheater Rostock
- 1972: Aleksander Rodziewicz (1898–1981), Regisseur und Intendant, Volksrepublik Polen
- 1973: Karin Seybert, Schauspielerin z. B. im DEFA-Film „Der geteilte Himmel“
- 1974: Hans-Joachim Theil (1909–1985), Dramaturg am Volkstheater Rostock
- 1975: Gerd Micheel (1926–1996), Schauspieler und Theaterpädagoge
- 1976: Kurt Wetzel (1905–1995), Schauspieler am Volkstheater Rostock und im DEFA-Film „Ernst Thälmann – Sohn seiner Klasse“
- 1977: Georg Hülsse (1914–1996), Grafiker
- 1978: Ilse Weintraut-Rodenberg (1906–2006), Theaterintendantin und Präsidentin des Nationalen Zentrums der ASSITEJ in der DDR
- 1979: Heinz Buchholz, 1. Stellvertreter des Generalintendanten des Volkstheater Rostock
- 1980: Else Wolz (1908–1983), Schauspielerin am Volkstheater Rostock
- 1981: Juri Petrowitsch Ljubimow (1917–2014), Regisseur und Intendant, UdSSR
- 1982: Hanns Anselm Perten (1917–1985), Regisseur und Generalintendant des Volkstheaters Rostock
- 1983: Rostislav Janaris Pljatt (1908–1989), Schauspieler, UdSSR
- 1984: Claus Hammel (1932–1990), Dramatiker[8]